# خاستگاه واژه الکتریسیته

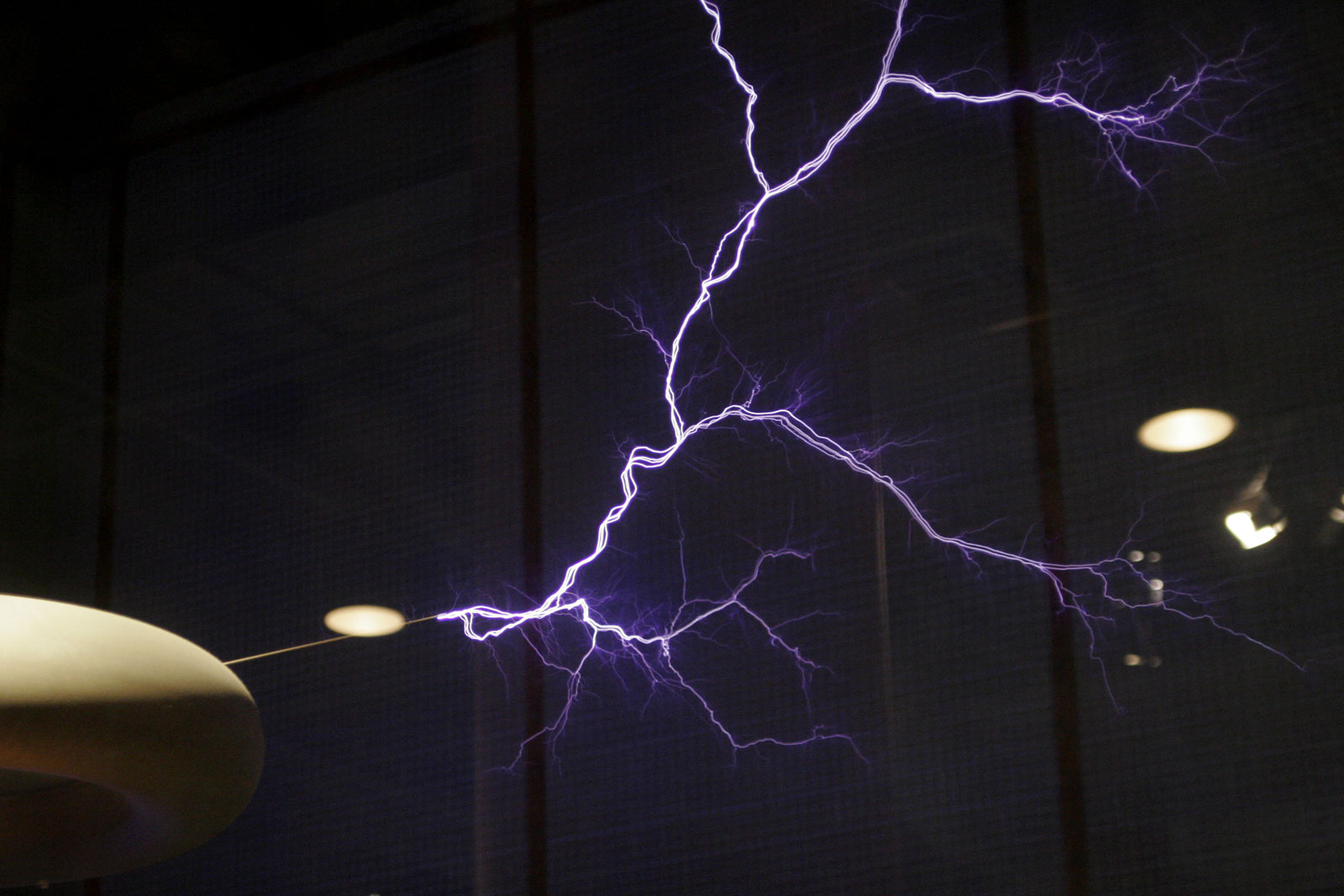
شبیه ساز رعد و برق

واژه الکتریسیته از لاتین نوین و در نهایت یونانی مشتق شده‌است. در نوشته‌های فرانسیس بیکن نخستین بار در زبان انگلیسی این واژه مشاهده می‌شود. بسته به متن، کلمه ممکن است به «بار الکتریکی»، «توان الکتریکی» یا «انرژی الکتریکی» اشاره کند.

## ورود به زبان انگلیسی
کلمه الکتریک برای اولین بار توسط فرانسیس بیکن برای توصیف مواد مانند کهربا که اشیاء دیگر را جذب می‌کند استفاده شده‌است.